# 尚格姆 (新澤西州)
尚格姆（英語：Shongum）是位於美國新澤西州摩里斯縣的非建制地區。

## 地理
尚格姆所處的海拔為高於海平面236米（即774英呎），而該地所採用的時區為UTC-5，即北美东部时区（EST）。同時該地設有夏令時間，為UTC-5調快一小時，即UTC-4（EDT）。